# بیمه طلاق
بیمه طلاق (انگلیسی: The Divorce Insurance; کره‌ای: 이혼보험) مجموعه تلویزیونی محصول کره جنوبی در ژانر کمدی رمانتیک به کارگردانی لی وون سوک و چوی بو کیونگ و با بازی لی دونگ ووک، لی جو بین، لی کوانگ سو و لی دا هی است. این مجموعه از ۳۱ مارس ۲۰۲۵، روزهای دوشنبه و سه‌شنبه ساعت ۲۰:۵۰ (کی‌اس‌تی) از تی‌وی‌ان پخش خواهد شد. این مجموعه همچنین برای استریم در تیوینگ در کره جنوبی و در آمازون پرایم ویدئو در مناطق منتخب قابل دسترسی است.

## بازیگران
- لی دونگ ووک در نقش نو کی جون[۴]
- لی جو بین در نقش کانگ هان دول[۵]
- لی کوانگ سو در نقش آن جونگ مان[۶]
- لی دا هی در نقش جون نا ره[۷]